# Francesco Maria Zanotti

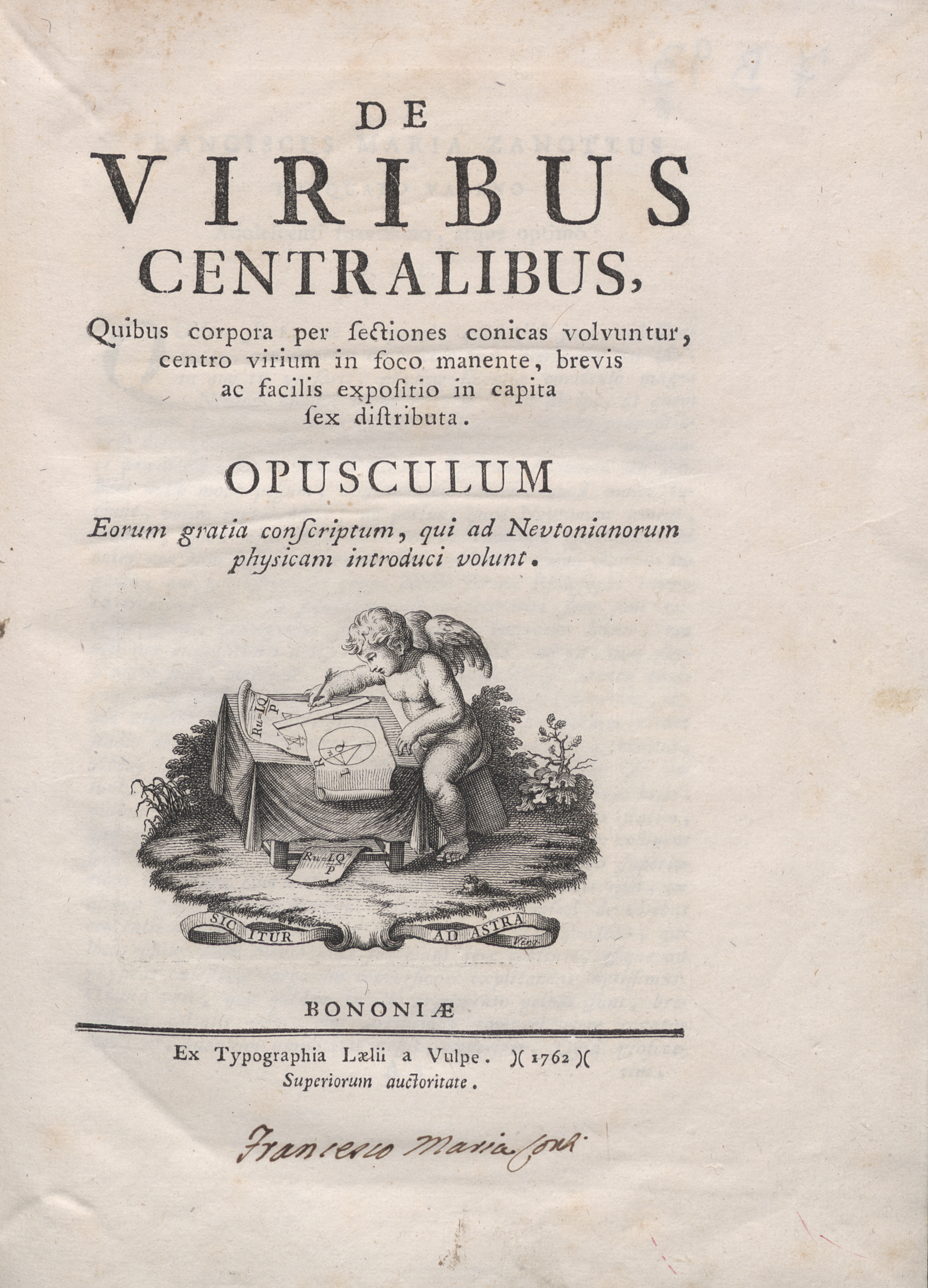
De viribus centralibus

Francesco Maria Zanotti, född den 6 januari 1692 i Bologna, död där den 25 december 1777, var en italiensk filosof och författare, bror till Giampietro Zanotti, farbror till Eustachio Zanotti.
Zanotti var lärjunge till Eustachio Manfredi. År 1718 blev han professor i filosofi vid universitetet i Bologna och 1723 blev han sekreterare till Luigi Ferdinando Marsigli. År 1728 experimenterade Francesco Algarotti med ljus i Zanottis laboratorium, som ett svar på Isaac Newtons försök med prisma och spektrum. År 1741 blev Zanotti ledamot av Royal Society. År 1766 blev han president i  Bolognas vetenskapsinstitut. År 1775 påbörjade Benjamin Wilson en brevväxling med Zanotti om fosfor.

## Bibliografi

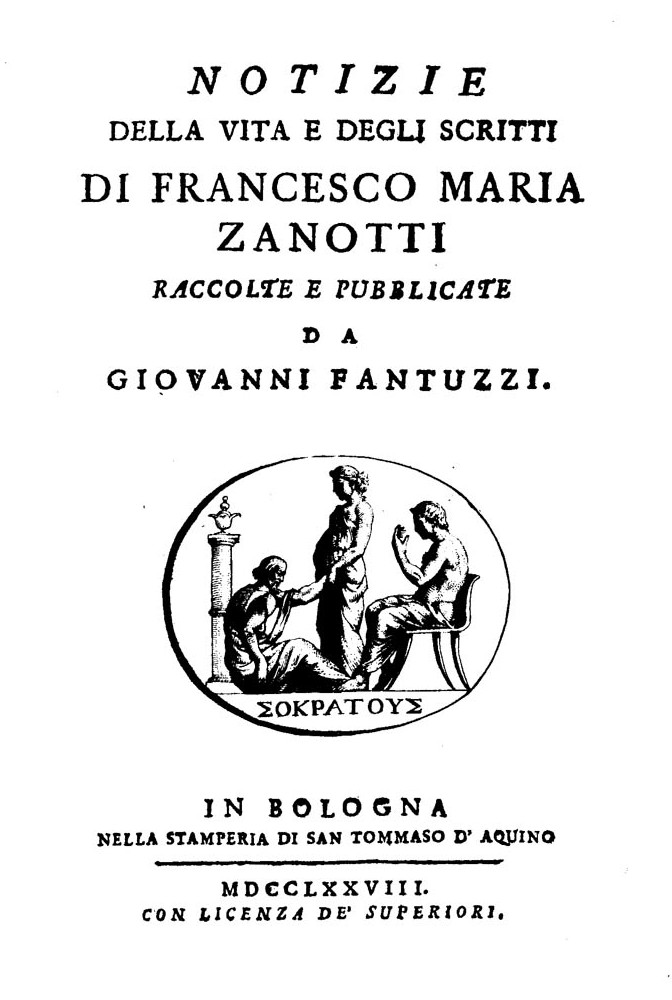
Giovanni Fantuzzi, Notizie della vita e degli scritti di Francesco Maria Zanotti, 1778